# Maurice Berthe
Maurice Berthe (Prades, 29 de marzo de 1935-Toulouse, 21 de noviembre de 2015) fue un historiador medievalista francés.

## Biografía
Con quince años llega a Toulouse para continuar sus estudios de secundaria en el instituto Lycée Lakanal (actualmente Fermat) para proseguir en la Facultad de Letras de Toulouse donde conoció a su esposa Marie-Claire.
Alumno de Philippe Wolff, estudió y luego trabajó en la Universidad de Toulouse. Tras un período como agregado, fue nombrado profesor del instituto Lycée Condom antes de unirse en 1967 al equipo de Philippe Wolff, dando clases en la Universidad de Toulouse entre 1967 y 1998.
Allí fundó la UMR FRAMESPA (un laboratorio de investigación histórica sobre la Francia Meridional y España), de la que fue el primer director.
Siguiendo los pasos de su maestro, se interesó por la historia económica y social de la Baja Edad Media, pero una historia rural y ya no urbana. Su trabajo se centró en la demografía, la economía, el uso del suelo y el poblamiento en el sur de Francia y el norte de España. Es autor de Le comté de Bigorre, un milieu rural au bas Moyen Age (1976 -fue su tesis doctoral), así como Famines et épidémies dans les campagnes navarraises à la fin du Moyen Âge (1984).
En el momento de su fallecimiento era profesor emérito de Historia medieval en la Universidad Jean Jaurès.